# Zarrenzin
Zarrenzin ist eine Gemarkung und eine Wüstung auf dem Gebiet der Gemeinde Klausdorf im Landkreis Vorpommern-Rügen in Mecklenburg-Vorpommern.

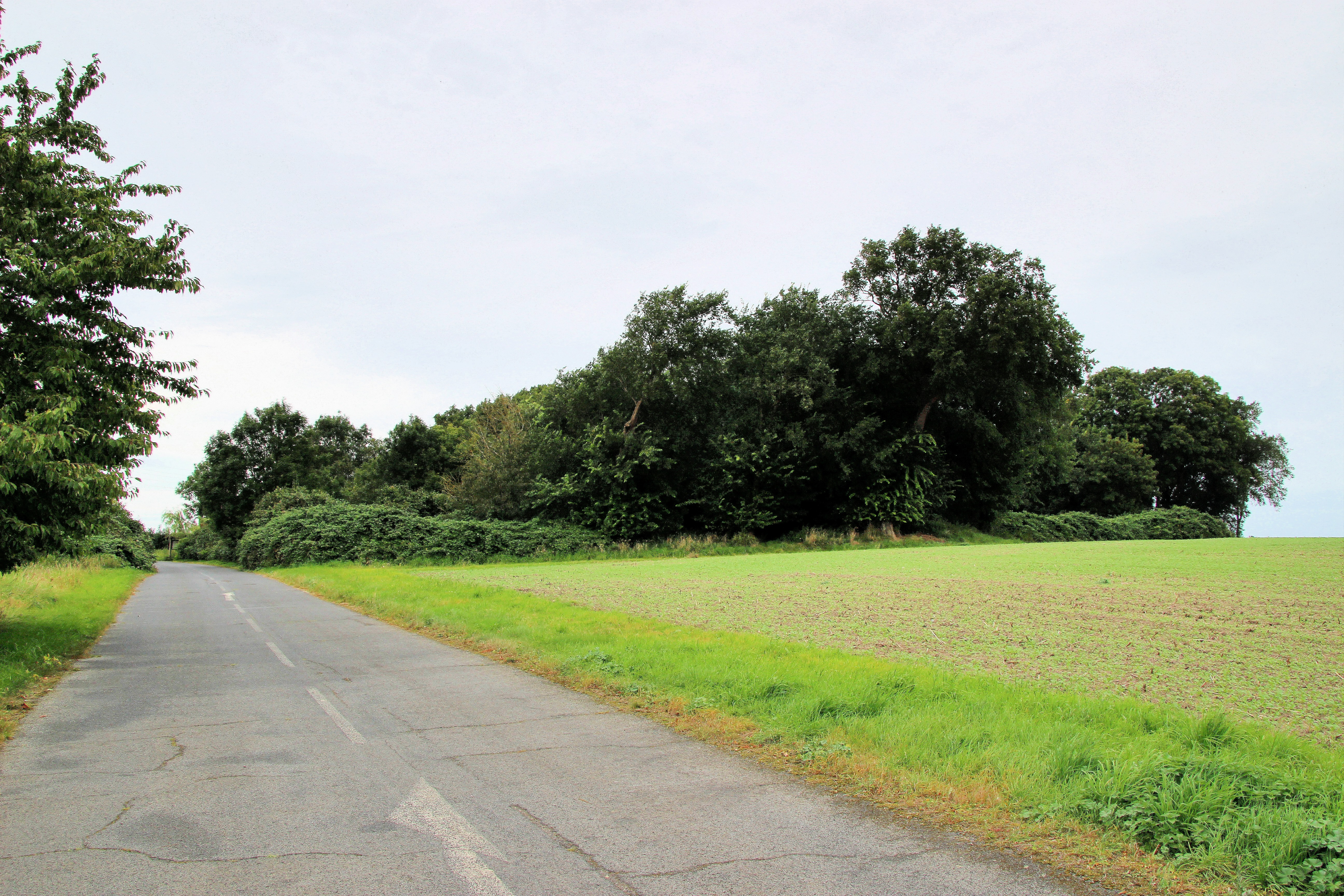
Ansicht der Wüstung von Süden

## Geographie
Die ehemalige Siedlung befindet sich weniger als zwei Kilometer westlich von Barhöft und etwas mehr als drei Kilometer nördlich von Klausdorf und sie war die nördlichste auf dem Festland von Mecklenburg-Vorpommern. Die Gemarkung Zarrenzin umfasst den nordwestlichen Teil des Gemeindegebietes von Klausdorf und ihr nordöstlichster Punkt liegt in unmittelbarer Nähe des nördlichsten Geländepunktes des Festlandgebietes von Mecklenburg-Vorpommern.

## Geschichte
Die erste urkundliche Erwähnung des Dorfes Zarrenzin stammt aus dem Jahr 1296. In der Gründungsurkunde vom Kloster Hiddensee mit dem Datum 13. April 1296 wurde Zarrenzin, neben der Insel Hiddensee und Fischereirechten zwischen Hiddensee und Rügen, von Fürst Wizlaw II. von Rügen dem neuen Kloster geschenkt.

## Persönlichkeiten
- Rudolf Peters (1899–1990), Konteradmiral im Zweiten Weltkrieg, wurde hier am 9. August 1899 geboren